# Língua achagua
Achagua (Achawa) é uma língua falada no departamento de Meta da Colômbia, semelhante ao  Piapoco. Estima-se que 250 pessoas falem a língua, muitas das quais também falam piapoco ou espanhol.
Achagua é uma língua do grupo Aruaque alto Amazonas das línguas aruaques tradicionalmente falado pelo povo Achagua da Venezuela e da região centro-leste da Colômbia.."
A alfabetização em Achagua não passa de 5%.

## Fonologia
Os 21 fonemas do achagua são:
- consoantes (15): p, t, tʃ, k, ʔ, b, d, s, h, m, n, l, ɻ, w, j
- vogais (6): i, e, a, ɔ, ʊ, V́

## Amostra de texto
23. Jesús lijínaniu quinínama Galilea shínaa cáinabi, léewida limácoo narrícu náa'a sinagogaca. Líiwadeda linácu liá'a sáicai chuánshica linácu liá'a Dios wánacaalactalaca, ya lichúni chóniwenai quinínama bálinacaalashi ya cáiwibee.
24.Natáania Jesús nácu quinínama náa'a yéenai Siria shínaa cáinabi íta'aa, naínda lirrú quinínama náa'a bálinenaicoo méenaami bálinacaalashi ya cáiwibee, ya náa'a wáalenai espíritu máashii, ya náa'a cúcunenaicoo, ya náa'a macáwanica. Yá'ee Jesús chúni nayá,

Português

23. E percorria Jesus toda a Galiléia, ensinando nas sinagogas, pregando o evangelho do reino e curando toda sorte de enfermidades e enfermidades entre o povo.
24 E a sua fama percorreu toda a Síria; e trouxeram-lhe todos os doentes que foram apanhados com diversas doenças e tormentos, e os que possuíam demônios, e os que eram lunáticos e os que tinham paralisia; e ele os curou.
(Mateus 4, 23-24)